# Oras (Eastern Samar)
Oras ist eine philippinische Stadtgemeinde in der Provinz Eastern Samar. Sie hat 36.540 Einwohner (Zensus 1. August 2015).

## Baranggays
Oras ist politisch in 42 Baranggays unterteilt.
| - Agsam - Bagacay - Balingasag - Balocawe (Pob.) - Bantayan - Batang - Bato - Binalayan - Buntay - Burak - Butnga (Pob.) - Cadian - Cagdine - Cagpile | - Cagtoog - Camanga (Pob.) - Dalid - Dao - Factoria - Gamot - Iwayan - Japay - Kalaw - Mabuhay - Malingon - Minap-os - Nadacpan - Naga | - Pangudtan - Paypayon (Pob.) - Riverside (Pob.) - Rizal - Sabang - San Eduardo - Santa Monica - Saugan - Saurong - Tawagan (Pob.) - Tiguib (Pob.) - Trinidad (Maycorot) - Alang-alang - San Roque (Pob.) |